# Park Diepstroeten
Park Diepstroeten is een nieuwbouwwijk op het voormalige terrein van de stichting Hendrik van Boeijenoord, een instelling voor mensen met een verstandelijke handicap, in het oosten van de Drentse hoofdplaats Assen.
Aanvankelijk kreeg het gebied, dat aangeduid werd met de naam van de stichting als Van Boeijenoord, als nieuwe naam Anreperpark. Na bezwaar door de bewoners van Anreep werd de naam gewijzigd in Park Diepstroeten.
Park Diepstroeten is ontworpen met als doel mensen met een verstandelijke handicap laten wonen in een "gewone" woonbuurt. Zo is de wijk overzichtelijker en veiliger opgesteld dan veel andere woonwijken. Er zullen ongeveer 200 mensen met een handicap in de buurt blijven wonen. Circa 600 à 700 woningen zijn bestemd voor andere Assenaren.
In Park Diepstroeten is een vier kilometer lang wandelpad, het Zorgpad, aangelegd, dat gelet op de aard van de wijk rolstoelvriendelijk is geworden.